# 石川敏行
石川 敏行（いしかわ としゆき、1951年 - ）は、日本の法学者。専門は行政法。元中央大学法学部及び中央大学法科大学院教授。元運輸安全委員会常勤委員。

## 略歴
東京都生まれ。
1974年 中央大学法学部法律学科卒業。1976年 同大学大学院法学研究科修士課程修了
1977年同法学部助手、同助教授及び同教授並びに同法科大学院教授を経て、2010年から2019年まで運輸安全委員会常勤委員（特別職国家公務員）。
旧国家公務員採用Ⅰ種試験（法律区分）試験専門委員、行政書士試験委員、新司法試験実施に係る研究調査会（法務省）委員、法科大学院コア・カリキュラム（行政法班）座長等を歴任。